# خط اس
خط اِس (انگلیسی: S Line؛ کره‌ای: S라인) یک مجموعه تلویزیونی محصول کره جنوبی است در ۱۱ ژوئیه ۲۰۲۵ از پلتفرم ویو منتشر شد. این مجموعه اقتباسی از وب‌تونی به همین نام اثر کومابی است و به نویسندگی و کارگردانی آن جو یونگ ساخته شده است. در این مجموعه لی سو هیوک، لی دا هی و آرین ایفای نقش کردند. خط اِس برای رقابت در هشتمین دورهٔ جشنوارهٔ کن‌سریز دعوت شده است.

## خلاصه داستان
داستان در آینده‌ای نزدیک روی می‌دهد؛ زمانی که روابط جنسی گذشتهٔ افراد به صورت خطوط قرمز نورانی به نام «خط اِس» بالای سر آن‌ها قابل رؤیت شده است. یک کارآگاه، معلمی مرموز و دختری که از بدو تولد توانایی دیدن این خطوط را دارد، وارد زنجیره‌ای از اتفاقات نگران‌کننده می‌شوند که منشأ آن همین پدیده است.

## بازیگران

### اصلی
- لی سو هیوک در نقش هان جی ووک[۴]

کارآگاهی خوش‌قیافه و آزاداندیش که مسئول رسیدگی به پرونده‌ای عجیب و مرموز می‌شود که با «خط اِس» مرتبط است. او پس از پوشیدن یک عینک ویژه، با دیدن ده‌ها خط قرمز که از سر خودش عبور می‌کنند شوکه می‌شود و تصمیم می‌گیرد راز این پدیده را کشف کند.
- آرین در نقش شین هیون هوم[۵]

تنها شخصی که به‌طور طبیعی با توانایی دیدن «خط اِس» متولد شده است.
- لی دا هی در نقش لی گیو جین[۶]

معلمی مرموز در دبیرستان که آرامشش، لبخندهای مرموز و رازهای پنهانش را در دل دارد.